# Arctia villica
Arctia villica је врста ноћног лептира (мољца) из породице Erebidae. У литератури се појављује и као Epicallia villica. Врсту је описао Карл Лине у свом делу Systema naturae, 1758. године.

## Распрострањење и станиште
Врста је присутна од Пиринејског полуострва до Блиског Истока, а у Србији је бележена готово у свим деловима земље, као и сродна велика медоњица (лат. Arctia caja). Станишта су разноврсна, од шумовитих, ливадских до субурбаних и рудералних подручја.

## Биљка хранитељка
Гусенице се хране полифагно лишћем зељастих, жбунастих и полужбунастих врста попут маслачка (лат. Taraxacum officinale), боквица (лат. Plantago spp.), купина (лат. Rubus) и јагоде (лат. Fragaria vesca).

## Опис

### Животни циклус
Имају једну генерацију годишње, и лете од маја до јула. Женка полаже јаја у мањим или већим групама на наличју листа биљке хранитељке. Јаја су беличаста, глатка и заобљено купаста. Младе гусенице су длакаве, бледо жуте а субдорзалне папиле са сетама су црне боје. Гусеница на поливини свог развојног попута добија црну боју интегумента, и јасно видљиву бледу медиодорзалну линију. Зрела гусеница се не може помешати са сродницима (генерално крупне и длакаве гусенице у оквиру трибуса Arctiini): интегумент је црн и сомотаст на изглед, сете светло смеђе, на папилозним основама које су широко распоређене, а главена капсула и екстремитети јасно црвени. У овом ступњу медиодорзална линија није изражена. Када дође време за улуткавање, гусенице траже прикладно склониште које је најчешће под камењем, у маховинама и слично. Лутка је веома тамна и глатка.

## Одрасле јединке
Адулте одликује распон крила до 60 милиметара, и упечатљив образац како горњих тако и доњих крила. Горња крила су црно-бела, а на доњим доминира жута боја. Тела и унутрашњи рубови крила су црвени. Иако генерално ноћни летачи, често се опажају и током дана, где на вегетацији или зидовима одмарају најчешће склопљених доњих крила.
- Imago
- gusenica
- Muzejski uzorak
- Donja strana - muzejski uzorak